# Jon Lucas
Aljhon Andrés "Jon" Lucas (18 de mayo de 1985) es un actor, cantante y bailarín filipino. Además forma parte integrante del denominado "Star Magic" de la red televisiva de ABS-CBN desde 2013. Se hizo conocer en una serie televisiva titulada "Got to Believe".

## Filmografía

### Televisión
| Televisión   | Televisión                                 | Televisión             | Televisión  |
| ------------ | ------------------------------------------ | ---------------------- | ----------- |
| Año          | Título                                     | Personaje              | Canal       |
| 2022         | Abot-Kamay na Pangarap                     | Timothy "Tim" Campos   | GMA Network |
| 2016         | We Will Survive                            | Harold Briones         | ABS-CBN     |
| 2015-present | It's Showtime                              | Himself/Hashtag Member | ABS-CBN     |
| 2015         | Kapamilya, Deal or No Deal                 | Briefcase Number 5     | ABS-CBN     |
| 2015         | Maalaala Mo Kaya: Computer Shop            | RJ                     | ABS-CBN     |
| 2015         | Ipaglaban Mo: Ang Bintang Mo Sa Akin       | Tupi                   | ABS-CBN     |
| 2015         | Luv U                                      | Gardo                  | ABS-CBN     |
| 2015         | Maalaala Mo Kaya: Nurse Cap                | Joshua Palma           | ABS-CBN     |
| 2014         | Home Sweetie Home                          | Luke                   | ABS-CBN     |
| 2014         | Be Careful With My Heart                   | Michael                | ABS-CBN     |
| 2014         | Sana Bukas pa ang Kahapon                  | Jester                 | ABS-CBN     |
| 2014         | Wansapanataym: Witch-A-Makulit             | Marvin                 | ABS-CBN     |
| 2014         | Ipaglaban Mo: Lalaban Ang Tatay Para Sa'yo | Episode Guest          | ABS-CBN     |
| 2014         | Maalaala Mo Kaya: Orasan                   | Dandy                  | ABS-CBN     |
| 2013-2014    | Got to Believe                             | Dominic Zaragoza       | ABS-CBN     |
| 2013         | Wansapanataym: Mommy On Duty               | Gary                   | ABS-CBN     |
| 2013         | Kahit Konting Pagtingin                    | Eugene Cantada         | ABS-CBN     |

### Películas
| Cine Vídeo | Cine Vídeo             | Cine Vídeo        | Cine Vídeo |
| ---------- | ---------------------- | ----------------- | ---------- |
| Año        | Título                 | Personaje         |            |
| 2015       | Felix Manalo           | Bienvenido Manalo |            |
| 2015       | Just The Way You Are   | Ivan              |            |
| 2015       | Saranghaeyo #ewankosau | River Mondragon   |            |